# Space Station Tycoon
Space Station Tycoon je videoigra za Wii i PlayStation Portable proizvođena u Wahoo Studiosima (proizvođač igre Outpost Kaloki X) i izdana od strane Namco Bandaia. U ovoj simulacijskoj igri, igrači uzimaju uloge Shawna i njegovog majmuna pomoćnika, Tama, dok grade i unaprijeđuju svemirske postaje. Ova igra će prezentirati još 30 različitih likova. Prikazat će sistem baziran na nivoima, gdje igrači moraju riješiti skupinu zadataka -- uključujući rješavanje laganih slagalica -- kako bi nastavili na sljedeći nivo i dalje nadograđivali svoje carstvo. 
Igra obećaje igračima korištenje motion sensing mogućnosti Wii Remotea kako bi kreirali gravitacijske točke i za interakciju između njih i objekata u okolini, izvodeći zadatke poput hvatanja asteroida da ne udari u njihovu svemirsku postaju. Bit će također mogućnost više igrača, kao i kooperacijskih igračih elemenata.

## Vanjske poveznice
- Space Station Tycoon na GameFAQjuu
- Space Station Tycoon Intervju  Arhivirana inačica izvorne stranice od 2. rujna 2007. (Wayback Machine) na IGNu
- Hrvatski Wii portal  Arhivirana inačica izvorne stranice od 14. veljače 2019. (Wayback Machine)